# Union des syndicats du Tchad
L'Union des syndicats du Tchad (UST), est une confédération syndicale tchadienne fondée en 1988. Elle est affiliée à la Confédération syndicale internationale (CSI).

## Histoire
En 1988, sur l'initiative du parti unique UNIR, la CST Confédération Syndicale du Tchad et l'UNATRAT Union Nationale des Travailleurs du Tchad fusionnent pour former l'Union Nationale des Syndicats du Tchad (UNST). Après l'arrivée au pouvoir du Mouvement Patriotique du Salut (MPS) en décembre 1990, l'ancien syndicat unique UNST se transforme le 23 juin 1991 en Union des Syndicats du Tchad (UST).

## Organisations affiliées
- Fédération nationale  des agents du pétrole des mines et de l’énergie du Tchad (FENAPMET)
- Syndicat national des professionnels de l’éducation (SYNAPET)
- Syndicat des femmes vendeuses de poisson (SYFEVEP)

## Dirigeants
- Gounoung Vaima Gan-Fare